# カリー・フォリー
カリー・フォリー（1856年1月16日 - 1898年10月20日）は、アイルランド生まれのプロ野球選手で、1879年から1883年までの5シーズン、ナショナル・リーグ（NL）のボストン・レッド・キャップスとバッファロー・バイソンズ（1881-83）の2チームで投手、外野手、一塁手としてプレーした。

## 概要
ケリー県ミルタウンで農夫のチャールズ・フォーリーとベッツィー・ギアリンの間に生まれた。1863年6月27日に家族で移住し、ニューヨークに到着した。
MLBで外野手として204試合、投手として69試合、一塁手として54試合、合計337試合に出場。打者としては6本塁打、128打点、打率.286、投手としては442イニングを投げて27勝27敗、127奪三振、防御率3.54の成績を残した。
また1882年5月25日、 クリーブランド・ブルースとの試合で、フォーリーは初回にレフト方向への満塁ホームラン、2回に三塁打、3回に一塁打、5回に二塁打と6打数10塁打の成績で、MLB初となるサイクル安打を達成した。なお試合はバッファローは28安打で20得点を挙げた。
マサチューセッツ州ボストンで42歳の若さで亡くなった時、フォーリーは労働者として働いており、独身であった。死因は肝硬変で、マサチューセッツ州ロスリンデールのマウント・キャバルリー墓地に埋葬されている。